# 伊春河
伊春河，位于中华人民共和国黑龙江省伊春市的一条河流，是汤旺河右岸支流，上游称尖山河，发源于乌翠区西部与绥棱县交界处的601高地东麓，自西向东流经尖山河经营所、青山经营所后汇入兴安湖水库（西山水库），出库后继续向东流经乌翠区城区和伊美区城区，最后于伊美区城区东北汇入汤旺河。河流全长89千米，平均河宽100米，水深1～3米，流域面积2472平方千米，河道平均比降2.90‰。有右岸支流乌马河(乌敏河)。伊春河中上游两岸山高林密，森林资源丰富。下游沿岸多沼泽、湿地。伊春市区在下游沿河向东西方向延伸发展。